# Битва при Гравелине (1558)
Битва при Гравелине 13 июня 1558 года — сражение между испанскими войсками и английским флотом с одной стороны и французскими войсками с другой в ходе Восьмой Итальянской войны (1551—1559). Испанцами командовал граф Ламораль Эгмонт. Он нагнал на фландрских песчаных дюнах французскую армию, отступавшую от Дюнкерка к Кале, и атаковал её. Одновременно французов обстрелял английский флот. Французы потеряли 5 тысяч человек убитыми и 5 тысяч пленными, а спастись удалось всего нескольким сотням. Испанцы не смогли воспользоваться плодами этой победы из-за появления в Пикардии армии Франсуа де Гиза. Тем не менее в 1559 году французам пришлось подписать Като-Камбрезийский мир, по условиям которого они отказались от претензий на Италию.
В 1568 году, когда Эгмонта казнили в Брюсселе за измену, французский посланник написал на родину: «Я видел, как отрубили голову тому, пред кем дважды трепетала Франция». Он имел в виду битвы при Гравелине и Сен-Кантене.